# Aleksander Bekier

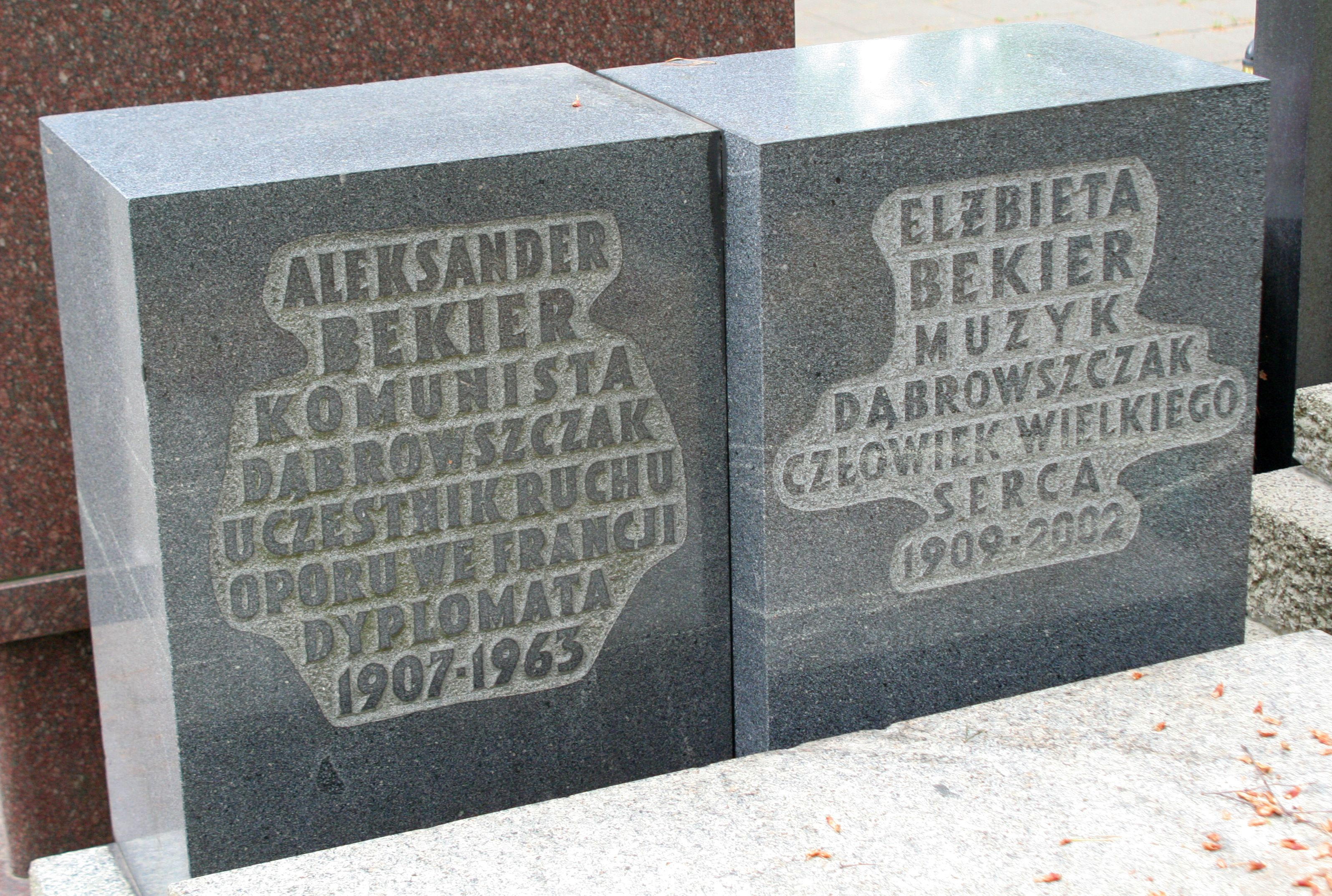
Grób Aleksandra Bekiera i jego żony Elżbiety na Cmentarzu Wojskowym na Powązkach w Warszawie

Aleksander Bekier (ur. 11 grudnia 1907 w Mławie, zm. 23 lutego 1963 w Warszawie) – polski działacz komunistyczny, podpułkownik, dyplomata. 

## Życiorys
Urodził się w rodzinie żydowskiej, jako syn Izaaka. Od 1925 przebywał we Francji, gdzie został członkiem Francuskiej Partii Komunistycznej. W latach 1936–1938 brał udział w hiszpańskiej wojnie domowej jako komisarz polityczny XIV Brygady oraz XIII Brygady im. Jarosława Dąbrowskiego, później w stopniu komisarza brygady był zastępcą komisarza V Korpusu.
Podczas II wojny światowej działał we francuskim ruchu oporu i nadal we Francuskiej Partii Komunistycznej. W 1944 został sekretarzem delegatury PKWN w Paryżu. W lipcu tego samego roku krótkotrwale pełnił funkcję chargé d’affaires w Ambasadzie Rzeczypospolitej Polskiej we Francji. Od stycznia 1948 pełnił stanowisko I sekretarza ambasady RP w Paryżu. W 1948 powrócił do Polski i został dyrektorem wydziału personalnego CRS Samopomoc Chłopska w Warszawie. Od lipca 1952 był zastępcę redaktora pisma „Chłopska Droga”, od 1955 do 1957 kierownikiem Redakcji Literatury Masowo-Politycznej w wydawnictwie Książka i Wiedza. W latach 1958–1962 pełnił stanowisko radcy ambasady PRL w Meksyku. Od września 1962 był wicedyrektorem Departamentu Ameryki Łacińskiej w Ministerstwie Spraw Zagranicznych.
Został pochowany na Cmentarzu Wojskowym na Powązkach w Warszawie (kwatera C2-8-17). Jego żona, Elżbieta (1909–2002), była muzykiem, a także uczestniczką walk w Hiszpanii.

## Ordery i odznaczenia
- Order Krzyża Grunwaldu III klasy (5 kwietnia 1946)[5]
- Krzyż Srebrny Orderu Virtuti Militari (5 kwietnia 1946)[1]